# Vredehofstraat 1-5
Het dubbele landhuis Vredehofstraat 1-5 is een gemeentelijk monument in de wijk Soestdijk in de gemeente Soest in de provincie Utrecht.
Het blok werd in 1918 gebouwd naar een ontwerp van de Amersfoortse architect Hubertus Adrianus Pothoven (1883-1970). Het werd gebouwd voor de kunstschilder T.L. Blok, die tussen de twee evenwijdig liggende huizen een eigen kunstzaal liet maken. Het rechter pand met nummer 5 was lange tijd het parochiehuis van de katholieke kerk. In 1980 werd tegen de achtergevel een platte aanbouw gemaakt.
De twee woonhuizen op nummer 1 en 5 hebben een tentdak met aan de achterzijde dakschilden. De lagere nok van het middenstuk loopt evenwijdig aan de Vredehofstraat. Voor dit deel staan een aantal Dorische pilaren. Aan de voorzijde is een vleermuisdakkapel met roedenverdeling in de vensters. Op de kortere dakschilden zijn eveneens vleermuiskapellen gemaakt in het rieten dak.
De beide eindwoningen hebben een erker met glas in lood bovenlichten. Naast de erker van huisnummer 5 is een rondbogig inpandig portiek. De vensters op de begane grond zijn voorzien van luiken.